# Nassarius sublirellus
Nassarius sublirellus is een slakkensoort uit de familie van de Nassariidae. De wetenschappelijke naam van de soort is voor het eerst geldig gepubliceerd in 1888 door Tate.